# 니시무라 카즈히코
니시무라 카즈히코(西村 和彦, 1966년 8월 21일 ~ )는 일본의 배우이다.

## 인력
- 키 175 cm, 체중 60 kg. 혈액형 O형.
- 특기는 핸드볼, 럭비, 가라데, 수영, 승마, 체조 중에서는 소프트 테니스부, 교토 시립 히요시 가오카 고등 학교에서는 핸드볼부에 소속. 그 핸드볼에서는 40세 이상 선수로 구성된 마스터스 팀〈GHBP ARES〉에 들고 뛴다.
- 보통 자동차 면허와 보통 자동 이륜 면허 소지.
- 집은 후시미 이나리 타이샤의 경내(이나리야 마 산 허리에 있는 현재도 부모님과 형이 운영하는 요츠 츠지 챠야 〈니시라 테이〉이다. 고등 학교까지 산 위에서 통학을 하고 있었다. 쿄토시청이 추진했다. 교토 창생에 제언을 걸고 있다.
- 여배우 타치하 라마이는 전처(1996년 결혼, 2005년 1월 이혼).
- 2006년 5월, 서예가의 쿠니시게 토모미와 재혼했다. 2008년 1월 24일에 첫 아이(남자·2915g), 2009년 2월 20일 두번째 아이(여아·2355g)이 탄생했다.
- 연극에 대한 자세는 배역에 맞추어 카멜레온처럼 바꾸어 주의에서 특히 두번째 세번째 등의 인식은 없다고 한다.
- 2008년 11월 22일 오전 8시 10분경 메구로 구 시모 메구로의 메구로대로 인도를 자전거로 주행 중에 골목에서 나온 자동차와 접촉, 넘어지는 경상을 입었다.
- 야시키 타카 진 친척에 해당한다.

## 내력
- 고교 시절 배우가 되는 것을 뜻한다. 일본 대학 예술 학부 영화학과에 진학하지만 중퇴하고, 배우 나츠키요 오스케가 주최하는 배우 양성 기관 〈여름 액터스 스튜디오〉의 한 기생이 된다.
- 1988년 『 초수전대 라이브맨 』의 오오하라 죠/옐로 라이온 역으로 본격 데뷔. 그 때의 연기가 평가되고 이후 각종 드라마에 출연했다. 나중에 2011년 방송 《해적전대 고카이저》에도 우연히 이 작품의 전작인 《천장전대 고세이저》 쇼를 가족이 관람을 왔을 때 《고카이저》 프리미엄 발표회가 열리던 일을 알게 된 니시무라 본인의 지원으로 약 22년 만에 다시 벌판 기장 역으로 출연하고 맨몸으로 액션 장면을 선 보였다. 더 합성 컷의 옐로 라이온의 양복을 착용했다.
- 또 1987년에는 《가면 라이더 BLACK》의 미나미 코타로/가면 라이더 BLACK역할의 오디션을 받았지만 낙선한 것을 최근 밝혔다.(《가면 라이더×가면 라이더 고스트&드라이브 초 MOVIE대전 제네시스》 팜플렛 인터뷰보다)
- 1991년에는 《파이팅 한번!》에서 낯익은, 타이쇼 제약 『 리포 비탄 D』의 CM에 기용되어 이름이 전국구에 있다. 1993년의 동창회(일본 텔레비전)계는 동성애자의 청년 역을 맡아 고된 장면에도 도전했다.
- 그 뒤에도 《경시청 감식반》과 《카드 G구성·고바야카와 아카네》, 《법 의학 교실 사건 파일》 등 2시간 드라마에서 주연· 준 주연을 맡고 주도라 《모란과 장미》, 《주홍의 십자가》 등에 출연.
- 2000년대 후반 이후 버라이어티 프로그램에도 적극적으로 출연하게 된다. 20대부터 30대 때는 〈배우는 원료를 괴롭히지 마라〉라는 자신의 고집을 관철하고 있었지만, 특히 자녀를 두고부터는 〈배우이기 전에 한 사람이다〉라고 생각을 고쳤다는. 정직한 예의 바른 이미지가 강하지만, 말 세장째 만을 발휘한다.

## 출연 작품

### TV 드라마
80년대
- 《광전대 마스크맨》 제29말 〈우정의 새 필살 무기〉 (1987년 9월, TV 아사히)
- 《베이 시티 형사》 12이야기 〈산타가 살인에 찾아와〉 (1987년 12월, TV 아사히) - 료우 역
- 《날개를 주세요》 (1988년 1월, NHK)
- 《초수전대 라이브맨》 (1988년 2월 ~ 1989년 2월, TV 아사히) - 오오하라 죠(옐로 라이온) 역
- 《수요 그랜드 낭만 교통 교도소의 아침》 (1989년 9월, NTV)
- 《망나니 장군 3 제88화 - 돌려보내진정함…오오쿠를 베겠다!》 (1989년 11월, TV 아사히) - 다이스케 역

90년대
- 《부착 마굿간 끝내지 않는 사건장 제1화 〈눈물의 첫사랑 처리〉》 (1990년 1월, TV 아사히계 쇼치쿠)
- 《속속·세마리를 베다! 제3화 〈술과 여자와 금화, 악덕 가로에 대변신!〉》 (1990년 1월, TV 아사히)
- 《사랑의 극장 언젠가 누군가와》 (1990년 2월 ~ 4월, TBS)
- 《화요 서스펜스 극장 〈사랑과 살의의 강〉》 (1990년 7월, NTV)
- 《스쿨☆들의 전쟁 II》 (1990년 9월 ~ 1991년 1월, TBS) - 미즈구치 세이지 역
- 《검사·와카우라 요코》 (1991년 4월 ~ 6월, NTV) - 쇼도 카즈히코 역
- 《영화 같은 사랑하고 싶다 〈시·오브·러브〉》 (1991년 5월, TV 도쿄)
- 《루주의 전언 VOL.13 〈마법의 약〉》 (1991년 6월, TBS)
- 《반산칸 결혼》 (1991년 6월, 후지 TV) - 이치카와 키요시 역
- 《화요 서스펜스 극장 〈변호사 · 아사히 쿠노스케 3 · 살의의 법〉정》 (1991년 11월, TV 도쿄)
- 《TBS 대형 시대극 스페셜 〈다이라노 기요모리〉》 (1992년 1월, TBS) - 미나모토 요시히라 역
- 《필살 스페셜 신춘 세은리츠 유괴되다》 (1992년 1월, TV 아사히) - 노와케노 츠쿠키치 역